# Тангла
Тангла (на китайски: 唐古拉山脉; на пинин: Tánggǔlā shānmài) е мощен планински хребет в Западен Китай, в Тибетския автономен регион и провинция Цинхай. Простира се от запад на изток на около 700 km в централната част на Тибетската планинска земя. Източната му част представлява вододел между горните течения на реките Яндзъ на север, Салуин на юг и Меконг на изток. Най-високата точка е връх Басудан Ула, издигащ се на 6096 m. Относителните превишения на билните му части над околните високопланински равнини на Тибетска планинска земя са около 1000 m. Състои се от няколко планински масива, изградени главно от варовици и глинести шисти. Има меки очертания на релефа, многочислени каменни сипеи, фирнови полета и малки ледници. От източните части по северните му склонове водят началото си няколко десни притока в най-горното течение на река Яндзъ, а от източните части по южните му склонове – река Салуин. От най-източните му части извира река Меконг. Склоновете му са заети от високопланински пустини и степи. През прохода Тангла (5180 m) преминава участък от шосето Пекин – Лхаса и от наскоро изградената Цинхай-Тибетска железопътна линия. Източната част на хребета е открита, първично изследвана и частично картирана през 1879 г. от руския изследовател на Централна Азия Николай Пржевалски.